# Llista de les dinasties musulmanes sunnites
Aquesta és una llista de dinasties musulmanes sunnites, ordenades per regions i, dins d'aquestes, cronològicament.

## Àfrica

### Nord d'Àfrica
- Salíhides (710-1019)
- Muhal·làbides (771-793)
- Aglàbides (800-909)
- Tulúnides (868-905)
- Ikhxídides (935-969)
- Zírides (973-1152)
- Banu Hammad (1008-1152)
- Almoràvits (1040-1147)
- Almohades (f.1130, r.1147 ??1269)
- Aiúbides (1171-1341)
- Hàfsides (1229-1574)
- Nassarites (1232–1492)
- Abdalwadites (1235-1556)
- Marínides (f.1244, r.1269 ??1465)
- Mamelucs bahrites (1250-1382)
- Mamelucs burjites (1382-1517)
- Wattàssides (1472-1554)
- Sadites (f.1509, r.1554-??1659)
- Alauites (f.1631, r.1666-??present)
- Husaynites de Tunísia (1705-1957)
- Karamanli (1711-1835)
- Dinastia de Muhàmmad Alí (1805-1952)

### Banya d'Àfrica
- Sultanat de Mogadiscio (segles X-XVI)
- Ifat (segle xiii)
- Walashma (segles XIII-XVI)
- Sultanat de Warsangeli (1298–present)
- Adal (c. 1415-1555)
- Ajuuraan (segles XIV-XVII)
- Dinastia de Mudaito (segle XVI–present)
- Harar (1647–1887)
- Dinastia de Gobroon (segles XVIII-XIX)
- Sultanat de Majeerteen (meitat del segle xviii-principis del segle xx)
- Regne de Gomma (principis del segle xix-1886)
- Regne de Jimma (1830–1932)
- Regne de Gumma (1840-1902)
- Sultanat de Hobyo (segle xix-1925)

### Àfrica Oriental
- Sultanat de Pate (1203–1870)
- Sultanat dels funj de Sennar (1523–1821)
- Sultans de les Comores
- Dinastia de Mudaito (1734-present)
- Witu (1858-1923)

### Àfrica Central i Occidental
- Dinastia Zuwa (segle XI–1275)
- Dinastia Sayfawa (1075-1846)
- Imperi de Mali (c. 1230-c. 1600)
- Dinastia de Keita (1235-c. 1670)
- Imperi Songhai (c. 1340-1591)
- Sultanat de Bornu (1396-1893)
- Baguirmi (1522-1897)
- Dendi (1591-1901)
- Sultanat de Damagaram (1731-1851)
- Regne de Fouta Tooro (1776-1861)
- Sultanat de Sokoto (1804-1903)
- Imperi de Toucouleur (1836-1890)

## Europa

### Europa Oriental i Rússia
- Bulgària del Volga (segle VII-1240)
- Emirat de Creta (820-961)
- Kanat Àvar (principis del segle xiii-segle xix)
- Kanat de Kazan (1438-1552)
- Kanat de Crimea (1441-1783)
- Horda de Nogai (1440s-1634)
- Kanat de Kassímov (1452-1681)
- Kanat d'Astracan (1466-1556)
- Kanat de Sibèria (1490-1598)
- Paixalik de Scutari (1757–1831)
- Casa de Zogu (1928-1939)

### Península ibèrica
- Califat de Còrdova (756-1017, 1023-1031)
- Emirat d'Alpont (1009-1106)
- Emirat de Batalyaws (1009-1151)
- Emirat de Mawrur (1010-1066)
- Emirat de Tulàytula (1010-1085)
- Emirat de Turtuixa (1010-1099)
- Emirat d'Arkush (1011-1145)
- Emirat d'Al-Mariyya (1010-1147)
- Emirat de Dàniyya (1010-1227)
- Emirat de Balànsiya (1010-1238)
- Regne de Múrcia (1011-1266)
- Taifa d'Albarrasí (1012-1104)
- Emirat de Saraqusta (1013-1110)
- Taifa de Granada (1013-1145)
- Emirat de Carmona (1013-1150)
- Emirat d'al-Gharbia (1018-1051)
- Emirat de Mayūrqa (1018-1203)
- Taifa de Lisboa (1022-1093)
- Emirat d'Ixbíliya (1023-1091)
- Taifa de Niebla (1023-1262)
- Regne de Còrdova (1031-1091)
- Emirat de Martulah (1033-1151)
- Emirat d'al-Jazira al-Khadrà (1035-1058)
- Taifa de Ronda (1039-1065)
- Taifa de Silves (1040-1151)
- Emirat de Màlaqa (1073-1239)
- Emirat de Molina (c. 1080's-1100)
- Emirat de Lurqa (1228-1250)
- Taifa del moixerif (1231-1287)
- Emirat de Gharnata (1228-1492)

## Àsia

### Península aràbiga
- Ziyàdides (819-1018)
- Xerifs haiximites (967-1925) des de 1631
- Rassúlides (1229–1454)
- Seiyun (1395-1967)
- Jabrides (segles XV-XVI)
- Tahírides del Iemen (1454–1526)
- Qasimi (1727-present)
- Al Saüd (1744-present)
- Al Sabah (1752-present)
- Ajman (segle xviii–present)
- Umm al-Qaiwain (1775-present)
- Al Khalifa (1783-present)
- Al Thani (1825–present)
- Al Maktoum (1833–present)
- Al Raixid (1836-1921)
- Alt Yafa (segle xix-1967)
- Quaiti (1902–1967)
- Beihan (1903-1967)
- Qishn i Socotra (1774–present)

### Síria i Iraq
- Omeies (661-750)
- Abbàssides (750-1258)
- Ortúkides (segles xi i xii)
- Búrides (1104-1154)
- Zengites (1127-1250)
- Babànides (1649-1850)
- Haiximites de l'Iraq (1921-1958)
- Haiximites de Jordània (1921-present)

### Turquia
- Mengücekoğulları (1071-1277)
- Saltúquida (1072-1202)
- Soldanat de Rum (1077-1307)
- Xah-i Arman (1100-1207)
- Çoban-oğlu (1227-1309)
- Beylik de Karaman-oğlu (c. 1250-1487)
- Pervanèides (1261-1322)
- Beylik de Menteşe-oğlu (c. 1261-1424)
- Akhis (c. 1380-1362)
- Beylik de Hamit-oğlu (c. 1280-1374)
- Otomans (1299-1923)
- Ladik (c. 1300-1368)
- Beylik de Candar-oğlu (, c. 1300-1461)
- Teke (1301-1423)
- Beylik de Saruhan-oğlu (1302-1410)
- Beylik de Karesi-oğlu (1303-1360)
- Beylik d'Aydın-oğlu (1307-1425)
- Eretnaoğulları (1328-1381)
- Dhu l-Kadr (1348-c. 1525)
- Ramazanoğulları (1352-1516)

### Iran
- Xirvanxahs (799-1579)
- Dulàfides (començaments del segle ix–
- Samànides (819-999)
- Tahírides del Khorasan (821-873)
- Safàrides (861-1003)
- Sàjides (889-929)
- Farighúnides (finals del segle ix-principis del segle xi)
- Madànides (finals del segle ix-XI)
- Regne d'Ormuz (segles de 10th-17th)
- Musafírides (942-979)
- Xaddàdides (951-1199)
- Rawwàdides (955–1071)
- Annàzides (990-1116)
- Hadhbani (segle xi)
- Seljúcides (segles de 11th-14th)
- Lur-i Buzurg (1148–1424)
- Lur-i Kučik (1155-1597)
- Mihrabànides (1236-1537)
- Muzafàrides (1335-1393)

### Àsia central
- Qarakhànides (840-1212)
- Gaznèvides (963-1187)
- Muhtàdjides (segle x i principis del segle xi))
- Anuixtigínides (1077-1231)
- Gúrides (1148-1215)
- Dinastia Kart (1231–1389)
- Timúrides (1370-1526)
- Kanat Kazakh (1456–1731)
- Kanat de Bukharà (1500-1785)
- Kanat de Khivà (1511-1920)
- Imperi Mogol (1526-1857)
- Kanat de Kokand (1709-1876)
- Dinastia Hotaki (1709-1738)
- Imperi Durrani (1747-1826)
- Barakzai (1826-1973)

### Àsia del Sud
- Sumra (1026–1351)
- Theemuge Dharikolhu (1166–1388)
- Dinastia Jahangiri (1200–1531)
- Mamelucs de Delhi (1206–1290)
- Khalji (1290-1320)
- Dinastia tughlúquida (1321-1398)
- Samma (1335-1520)
- Dinastia Swati (1339–1561)
- Dinastia Ilyas Shahi (1342-1487)
- Farúquides (1382-1601)
- Dinastia Hilaalee (1388–1558)
- Dinastia Muzafàrida de Gujarat (1391–1734)
- Sultanat de Malwa (1401-1561)
- Dinastia dels Sayyids (1414-1451)
- Estat Malerkotla de Xerwanis (1446-1947)
- Dinastia Lodii (1451-1526)
- Dinastia Hussain Shahi (1494–1538)
- Dinastia Arghun (finals del segle xv i XVI)
- Imperi Mogol (1526-1857)
- Dinastia Suri (1540-1556)
- Kannur (1545-segle xviii)
- Dinastia d'Utheemu (1632–1692)
- Kanat de Khelat (1666-1958)
- Principat d'Arcot (1690-1801)
- Dinastia Isdhoo (1692–1704)
- Dinastia Dhiyamigili (1704–1759)
- Dinastia Hotaki (1709–1738)
- Nawabs de Bhopal (1723–1947)
- Asafjàhida, Estat de Hyderabad (1724–1948)
- Dinastia Babi (1735–1947)
- Imperi Durrani (1747–1826)
- Regne de Mysore (1749-1799)
- Dinastia Huraa (1759–1968)
- Tonk (estat principesc) (1798-1947)
- Barakzai (1826-1973)

### Àsia sud-oriental
- Sultanat de Kedah (1136–present)
- Pasai (1267-segle xv)
- Brunei (segle xiv–present)
- Sultanat de Malaca (1402–1511)
- Sultanat de Pah (mitjans del segle XV-present)
- Sultanat de Sulu (1450-1936)
- Sultanat de Ternate (1465-present)
- Sultanat de Demak (1475-1518)
- Sultanat d'Aceh (1496–1903)
- Regne de Maynila (1500's-1571)
- Sultanat de Mataram (1500's – 1700's)
- Regne de Pattani (1516-1771)
- Sultanat de Maguindanao (1520–c. 1800)
- Sultanat de Banten (1526–1813)
- Sultanat de Perak (1528–present)
- Sultanat de Johor (1528–present)
- Regne de Pajang (1568-1586)
- Sultanat de Terengganu (1725–present)
- Sultanat de Selangor (mitjan segle xviii-present)
- Sultanat de Surakarta (1745–present)
- Sultanat de Yogyakarta (1755–present)
- Regne d'Aman (1485–1832)
- Palembang (1550–1823)
- Sultanat de Macadar (1725-1765)